# Hypo Real Estate Holding
Hypo Real Estate Holding AG — крупная немецкая компания, возглавляющая международную финансовую группу, занимающуюся банковским и финансовым бизнесом.

## Дочерние компании
В состав холдинга входят:
- Hypo Real Estate Bank International (Штутгарт, Германия)
- Hypo Real Estate Bank AG (Мюнхен, Германия)
- Hypo Public Finance Bank (Дублин, Ирландия)
- Hypo Pfandbrief Bank International
- Depfa Bank
- DEPFA Deutsche Pfandbriefbank